# 中國人名
中国人名指中国人使用的姓名。
漢族人除姓氏以外一般習慣用两个字或一个字。上古至西漢時期一个字的名字及两个字的名字相約，西漢末年至魏晉期間主要以一个字的名字为主，南北朝一直到现代，则多以两个字的名字为主。其他民族采用音譯的話則用多個至十個不等，也有另取漢化姓名的。
中华人民共和国公安部2007年的数据显示，中国汉族公民姓名字数在10字以上者有近千人，百分之九十七在新疆维吾尔自治区，其中10字姓名者达594人，11字姓名者达272人，12字姓名者有94人，13字姓名者和14字姓名者分别为33人和5人，最长的姓名达到了15个字。
提示：中国是一个民族多元的国家。请在下表中选择民族：
1. 汉族人名
2. 藏族人名
3. 满族人名
4. 蒙古族人名
5. 朝鲜族人名
6. 越南族人名

### 不属于“五十六民族”但同样有大量人口长居在中国的民族
1. 土生葡人名字（多用汉族人名）